# Municipio de San Pedro Apóstol
El municipio de San Pedro Apóstol es uno de los 570 municipios del estado mexicano de Oaxaca. Su cabecera es la localidad de San Pedro Apóstol.

## Geografía
El municipio de San Pedro Apóstol colinda al norte y al oeste con el municipio de Ocotlán de Morelos; al sur con el municipio de Ejutla de Crespo; y al este con los municipios de San José del Progreso y San Pedro Mártir.

## Localidades
El municipio de San Pedro Apóstol cuenta con tres localidades.
| Localidad         | Población (2020) |
| ----------------- | ---------------- |
| San Pedro Apóstol | 1474             |
| Colonia Guadalupe | 116              |
| Los Tres Hermanos | 4                |

## Gobierno
El municipio de San Pedro Apóstol se rige mediante el sistema de usos y costumbres.
| Presidente municipal                     | Periodo   |
| ---------------------------------------- | --------- |
| Pedro Gómez Sánchez                      | 1999-2001 |
| Liborio Adolfo Amador Méndez             | 2002-2004 |
| Nicolás Héctor Francisco Ruíz            | 2005-2007 |
| Andrés Canseco Ambrosio                  | 2008-2010 |
| Cecilia Teresita Florida Ricárdez Arango | 2011-2013 |
| Eva Aragón Pérez                         | 2013-2016 |
| Noél López Vázquez                       | 2017-2019 |
| Alejandro Taurino Ávila Gopar            | 2020-2022 |
| Lorenzo Vázquez Sánchez                  | 2023-2025 |